# Hydrornis guajanus
La pitta barrata di Giava (Hydrornis guajanus (Statius Müller, 1776)) è un uccello passeriforme della famiglia dei Pittidi.

## Descrizione

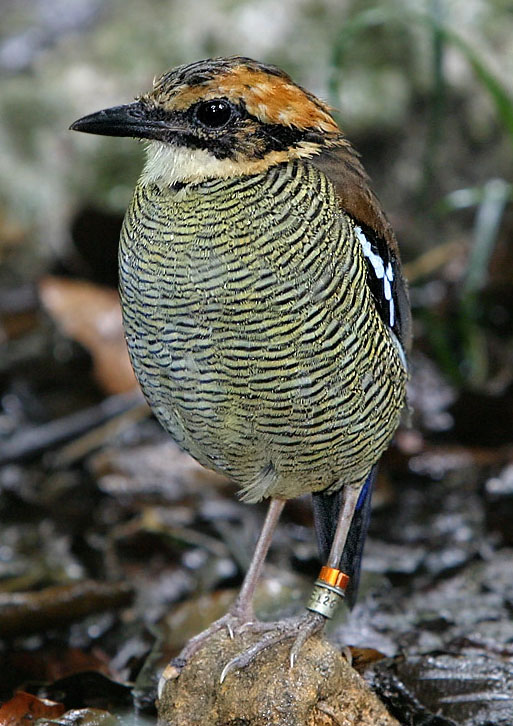
Una femmina.

### Dimensioni
Misura una ventina di centimetri di lunghezza, coda compresa.

### Aspetto
Questi uccelli hanno un aspetto massiccio e paffuto, con ali e coda corte e testa e becco allungati.

Nel maschio la testa presenta fronte, vertice e nuca neri, così come nera è una banda che dai lati del becco raggiunge l'orecchio e si assottiglia fino alla base del collo, mentre è presente un "sopracciglio" giallo-arancio e la gola è bianco-giallastra. Ali e dorso sono bruno-cannella, mentre su petto, fianchi e ventre le singole penne sono gialle nella metà prossimale e blu nella metà distale, dando a queste parti un caratteristico aspetto a barre che frutta alla specie il proprio nome comune: la coda è blu, così come una banda fra petto e gola: le remiganti primarie sono invece nerastre, con una striscia mediana bianca. La femmina presenta area bianca golare più estesa e comprendente anche la fronte, mentre la colorazione ventrale è meno brillante e tendente al brunastro, pur mantenendo l'aspetto a bande. In ambedue i sessi il becco è nerastro, le zampe sono di color carnicino e gli occhi sono bruni.

## Biologia

### Comportamento
Si tratta di uccelli dalle abitudini diurne e solitarie, molto timidi ma al contempo molto territoriali nei confronti dei conspecifici: essi passano la maggior parte della giornata al suolo nel folto del sottobosco, alla ricerca di cibo.

### Alimentazione
Questi uccelli basano la propria dieta su lombrichi e chiocciole: essi inoltre la integrano quando possibile con insetti e altri invertebrati di piccole dimensioni.

### Riproduzione
La riproduzione di questi uccelli non è stata finora descritta in natura, ma si ritiene tuttavia che non si discosti significativamente dal pattern seguito dalle altre specie di pitte.

## Distribuzione e habitat

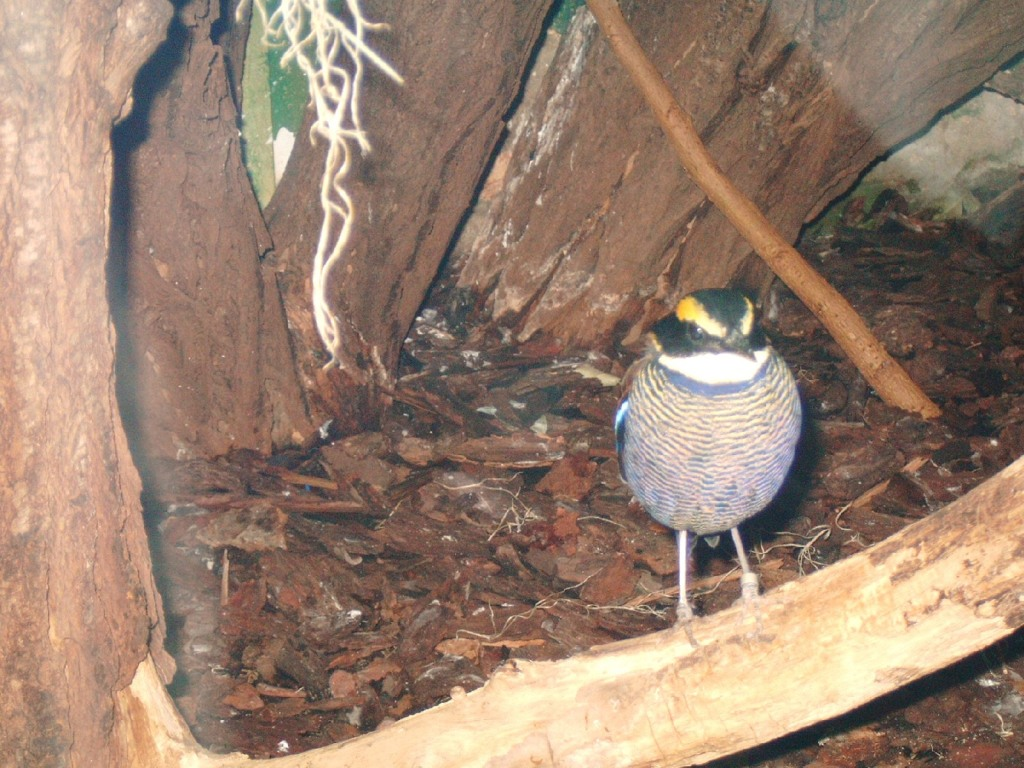
Un esemplare in cattività ad Amburgo.

Come intuibile dal nome comune, la pitta barrata di Giava è endemica dell'omonima isola indonesiana, oltre che della vicina Bali: il suo habitat è rappresentato dalla foresta pluviale primaria e secondaria a basse altezze, con ricca presenza di sottobosco nel quale questi uccelli trovano cibo e riparo.

## Tassonomia
Inizialmente ascritto0 al genere Turdus col nome di T. guajanus, questo uccello è stato in seguito sposato nel genere Pitta, del quale ha seguito le sorti (salvo alcune proposte di spostamento in un nuovo genere, Euchicla, assieme alla pitta ventre a barre, alla pitta di Gurney e alla pitta azzurra, in base a differenze nella morfologia delle penne della coda) fino a quando studi del DNA hanno causato la sua scissione in tre generi, in uno dei quali (Hydrornis) la specie è stata spostata. Più recentemente, le significative differenze nella morfologia e nelle vocalizzazioni delle quattro sottospecie in cui questa specie veniva tradizionalmente divisa (guajanus, irena, ripleyi e schwaneri) hanno fatto sì che due di esse siano state elevate al rango di specie a sé stanti, coi nomi di Hydrornis schwaneri e H. irena (cui è stata accorpata la sottospecie ripleyi): dell'attuale popolazione giavanese vengono inoltre distinte due razze (affinis e bangkae).